# Héctor Vergara
Héctor Vergara – kolumbijski zapaśnik walczący w stylu wolnym. Zajął siódme miejsce na igrzyskach panamerykańskich w 1979. Srebrny medalista igrzysk boliwaryjskich w 1977 roku.